# Agonum placidum
Agonum placidum är en skalbaggsart som beskrevs av Thomas Say 1823. Agonum placidum ingår i släktet Agonum och familjen jordlöpare. Inga underarter finns listade i Catalogue of Life.